# Гончаровка (Износковский район)
Гончаро́вка — историческое место в Износковском районе Калужской области России. До недавнего времени одноимённый населённый пункт — деревня.

## Название
Деревня Гончарово располагалась на территории имения Гончаровых,  Никулино-Даниловское, в XIX — XX веках.

## География
Деревня находилась недалеко от деревни Никулино (~2 км), посёлка Смелый (~1 км) и деревни Грибово (~2 км),  бывшей деревни Марьино(1км),   на левом берегу реки Шаня.

## История

### XIX век
1863  год, в «Списке населённых мест Калужской губернии», Гончаровка  — владетельная деревня 2-го стана Медынского уезда, на реке Шаня, по левую сторону тракта Медынь—Гжатск. В деревне 10 дворов и 96 жителей.
1891 год, Гончаровка, по  «Списку населённых мест Калужской губернии», деревня Гиреевской волости 2-го стана Медынского уезда. В деревне 101 житель.
XX век
1910 год, в Гончаровке работает сельская школа.
1914 год, Гончаровка — согласно «Списку населённых мест Калужской губернии» деревня 2-го стана Медынского уезда, проживает здесь 124 человека. При деревне — земская школа.
Великая Отечественная война
сокращения: А — армия, ап — артиллерийский полк, сд — стрелковая дивизия, сп — стрелковый полк

#### 1942
21 января: 226 стрелковый полк 93-й стрелковой дивизии (сд) 33-армии (а) достигает Гончаровки.
23 января : В Гончаровке располагается штаб 93 сд. Часть сил дивизии находится на марше в направлении Свердлово-Никулино. В документах дивизии отмечается плохое качество дорог и отсутствие бензина для транспорта. Вечером,  22 января, части дивизии выдвинулись в район Износок.
В Гончаровке располагается зенитный дивизион 113 сд, к деревне подтягивается артиллерия дивизии